# Escherichia coli O157:H7
Escherichia coli O157:H7 is een gram-negatieve bacterie en de meest voorkomende enterohemorragische E. coli-stam (EHEC).
Deze stam is, in tegenstelling tot de meeste E. coli varianten, in staat grote hoeveelheden toxines te produceren. Dit verotoxine is verwant aan die van Shigella dysenteriae en is zeer toxisch voor de binnenzijde van de darm.
E. coli O157:H7 veroorzaakt acute hemorragische colitis. Deze ziekte wordt gekenmerkt door hevige buikkrampen gepaard gaande met initieel waterige en vervolgens bloederige diarree. Koorts is meestal afwezig. De ziekte is meestal zelflimiterend en duurt ongeveer een week. Een 2 tot 7 procent van de patiënten ontwikkelen ernstige bijkomende symptomen als nierfalen en bloedarmoede (hemolytisch-uremisch syndroom).
Deze stam is een vrij courante veroorzaker van een bacteriële voedselvergiftiging. De meest gebruikelijke besmettingsbronnen zijn: niet goed verhit of rauw vlees, niet gepasteuriseerde melk of vruchtensappen en rauwe groenten. Jaarlijks zijn er volgens schattingen in de Verenigde Staten alleen al gemiddeld zo'n 73.000 gevallen, waarvan 61 dodelijk.

## Noord-Europese uitbraak in mei 2011
In mei 2011 was er een uitbraak in Duitsland, maar deze is niet veroorzaakt door E.coli O157:H7 maar wel door de veel zeldzamere E. coli O104:H4.